# Бакинский вагоноремонтный завод
ОАО «Бакинский вагоноремонтный завод» (БВРЗ) (в прошлом Бакинский ремонтный завод, Бакинский вагоноремонтный завод имени Октябрьской революции)— промышленное предприятие в городе Баку, Азербайджан.

## История
Завод основан в 1892 году на базе частных мастерских по ремонту нефтепромыслового оборудования немецкого предпринимателя Эйзеншмидта. С 1920 года назывался Главными железнодорожными мастерскими Закавказской железной дороги. С 1930 года — Бакинским ремонтным заводом, а с 1933 года — Бакинским вагоноремонтным заводом имени Октябрьской революции.

## Продукция
Основной продукцией, выпускаемой заводом до начала 1919 года, являлось оборудование для нефтедобывающей и нефтеперерабатывающей промышленности.
С 1920 года предприятием производился ремонт паровозов, изготавливались запасные части подвижного состава, ремонтиролось линейное оборудование, подведомственные службе тяги предприятия-водокачки, электростанции, паровозные депо.
С 1933 года и до Великой Отечественной войны завод специализировался на ремонте цистерн. Во время войны выпускал продукцию для фронта (снаряды, корпуса мин, ручных гранат).
К началу 1992 года завод ремонтировал 4-осные цистерны, ремонтировал и формировал вагонные колёсные пары, изготовлял запасные части.
По состоянию на 2002 год, основным видом деятельности завода являлся ремонт всех видов цистерн для перевозки нефти и нефтепродуктов, сжиженного газа.